# John Wainwright
Pour les articles homonymes, voir Wainwright.
John Wainwright (25 février 1921 - septembre 1995) est un écrivain britannique de roman policier. Il a également publié quatre titres sous le pseudonyme Jack Ripley.
Les films Garde à vue et Suspicion sont adaptés de Brainwash (1979).

## Biographie
Wainwright naît à Hunslet (en), dans le sud de Leeds, Yorkshire de l'Ouest, Angleterre le 25 février 1921. Il quitte l'école à quinze ans et devint canonnier dans la tourelle arrière des bombardiers Lancaster de la Royal Air Force pendant la Seconde Guerre mondiale. En 1947, il rejoint le West Riding Constabulary (en) en tant que connétable (Police Constable). Pendant ce temps, il prend les études sur son temps libre, et en 1956, il obtient un Law degree (en).
En 1965, il écrit un roman policier, accepté par George Hardinge, éditeur au Collins Crime Club, et publié sous le titre Death in a Sleeping City. En 1966, Wainwright quitte la police pour écrire à plein temps. En 1968, Hardinge devint senior editor chez Macmillan Publishers où il amène Wainwright. À partir de 1969, ce dernier est également éditorialiste du journal Northern Echo de Darlington dans le comté de Durham.
Auteur de quatre-vingt-trois ouvrages, il a également écrit des nouvelles (publiées en recueil, pour la plupart), sept dramatiques radiophoniques et de nombreux articles de presse. Sa production dans le domaine de la littérature policière touche tous les genres : whodunit, thriller, roman noir et surtout les romans de procédure policière. Wainwright a en effet créé au cours de sa carrière plusieurs séries ayant pour héros récurrents un policier professionnel d'âge moyen qui enquête de façon scrupuleuse dans le cadre de ses fonctions. La forte production de l'écrivain donne parfois des récits bien ficelés, mais aux intrigues standards et aux personnages interchangeables. 
Wainwright meurt en septembre 1995, quelques mois après la parution de son dernier roman, The Life and Times of Christmas Calvert... Assassin.

## Œuvre

### Romans

#### SérieLewis
- Death in a Sleeping City (1965)
- Talent for Murder (1967)
- Edge of Extinction (1968)
- Take-over Men (1969)

#### SérieGilliant
- Ten steps to the Gallows (1965)
- The Crystallised Carbon Pig (1966)
- Requiem for a Loser (1972)
- High Class Kill (1973)
- A Ripple of Murders (1978) Publié en français sous le titre Qui ? et pourquoi ?, Paris, Librairie des Champs-Élysées, coll. « Le Masque » no 1622, 1981

#### SérieCharles Ripley
- Evil Intent (1966)
- The Worms Must Wait (1967)
- The Darkening Glass (1968)
- Freeze Thy Blood Less Coldly (1970)
- Night is a Time to Die (1972)
- A Touch of Malice (1973)
- The Hard Hit (1974)
- Death of a Big Man (1975)
- Portrait in Shadows (1986)

#### SérieSullivan
- Kill the Girls and Make Them Cry (1974)
- Coppers Don't Cry (1975)

#### SérieInspecteur chef Lennox
- The Evidence I Shall Give (1974)
- Square Dance (1975)
- Pool of Tears (1977) Publié en français sous le titre Idées noires, Paris, Librairie des Champs-Élysées, coll. « Le Masque » no 1554, 1979
- Take Murder (1979) Publié en français sous le titre D'un crime à l'autre, Paris, Librairie des Champs-Élysées, coll. « Le Masque » no 1665, 1982
- Landscape with Violence (1979)
- The Day of the Peppercorn Kill (1981)
- Spiral Staircase (1983) Publié en français sous le titre La Milice des fous, Paris, Gallimard, coll. « Série noire » no 1955, 1984
- A Very Parochial Murder (1988)

#### SérieInspecteur Lyle
- Brainwash (1979) Publié en français sous le titre À table !, Paris, Gallimard, coll. « Série noire » no 1774, 1980
- Duty Elsewhere (1979)
- Dominoes (1980)
- The Tenth Interview (1986) Publié en français sous le titre Les Aveux, Paris, 10/18, no 5714, 2020
- The Man Who Wasn't There (1989)
- Hangman's Lane (1992)

#### SérieSuperintendent Robert Blayde
- All on a Summer's Day (1981)
- An Urge for Justice (1981)
- Blayde RIP (1982)

#### SérieSuperintendent Ralph Flensing
- Their Evil Ways (1983)
- The Ride (1984)

#### Autres romans
- Web of Silence (1968)
- The Big Tickle (1969)
- Prynter's Devil (1970)
- Dig the Grave and Let Him Lie (1971)
- Last Buccaneer (1971)
- Devil You Don't (1973)
- A Pride of Pigs (1973)
- Cause for a Killing (1974)
- Acquittal (1976)
- The Bastard (1976)
- Walther P.38 (1976)
- Who Goes Next? (1976) Publié en français sous le titre Le Prochain de la liste, Paris, Librairie des Champs-Élysées, coll. « Le Masque » no 1711, 1983
- Do Nothin' Till You Hear from Me (1977)
- Nest of Rats (1977)
- Jury People (1978)
- Thief of Time (1978)
- Death Certificate (1978)
- Home is the Hunter (1979)
- Reluctant Sleeper (1979)
- Tension (1979) Publié en français sous le titre Une si jolie petite banque, Paris, Gallimard, coll. « Série noire » no 1763, 1980
- A Kill of Small Consequence (1980)
- Venus Fly-trap (1980)
- The Eye of the Beholder (1980) Publié en français sous le titre Fausse Trappe, Paris, Gallimard, coll. « Série noire » no 1803, 1980
- Tainted Man (1980)
- Man of Law (1980) Publié en français sous le titre L'Homme de loi, Paris, Librairie des Champs-Élysées, coll. « Le Masque » no 1689, 1982
- Anatomy of a Riot (1982) Publié en français sous le titre La Valse des pavés, Paris, Gallimard, coll. « Série noire » no 1908, 1983
- Distaff Factor (1982) Publié en français sous le titre Les Trois Meurtres de William Drever, Paris, Sonatine éditions, 2022 ; réédition, Paris, 10/18 no 5905, 2024
- Heroes No More (1983)
- Cul-de-sac (1984) Publié en français sous le titre Une confession, Paris, Sonatine, 2019
- The Forest (1984) Publié en français sous le titre Le Bois de justice, Paris, Gallimard, coll. « Série noire » no 2019, 1985
- Clouds of Guilt (1985) Publié en français sous le titre Au maléfice du doute, Paris, Gallimard, coll. « Série noire » no 2040, 1986
- All Through the Night (1985)
- The Forgotten Murders (1987)
- Blind Brag (1988)
- Sabbath Morn (1993)
- Murder Story (1994)
- The Life and Times of Christmas Calvert... Assassin (1995)

### Romans signés Jack Ripley
- Davis Doesn't Live Here Anymore (1971) Publié en français sous le titre Davis ne reviendra pas, Paris, Librairie des Champs-Élysées, coll. « Le Masque » no 1257, 1973
- Pig Got Up and Slowly Walked Away (1971)
- My God, How the Money Rolls in (1972)
- My Word, You Should Have Seen Us (1972) Publié en français sous le titre La Vénus d'or, Paris, Librairie des Champs-Élysées, coll. « Le Masque » no 1355, 1975

## Sources
- Claude Mesplède et Jean-Jacques Schleret, SN, voyage au bout de la Noire : inventaire de 732 auteurs et de leurs œuvres publiés en séries Noire et Blème : suivi d'une filmographie complète, Paris, Futuropolis, 1982 (OCLC 11972030), p. 451-452.
- Claude Mesplède (dir.), Dictionnaire des littératures policières, vol. 2 : J - Z, Nantes, Joseph K, coll. « Temps noir », 2007, 1086 p. (ISBN 978-2-910-68645-1, OCLC 315873361), p. 983-984.
- Claude Mesplède et Jean-Jacques Schleret, SN, voyage au bout de la Noire : inventaire de 732 auteurs et de leurs œuvres publiés en séries Noire et Blème : suivi d'une filmographie complète, Paris, Futuropolis, 1982 (OCLC 11972030), p. 370.
- Claude Mesplède, Les années "Série noire" bibliographie critique d'une collection policière, t. 4 : 1972-1982, Amiens, Encrage, coll. « Travaux » (no 25), 1992 (ISBN 978-2-906-38963-2).